# Noc z Kochankiem
Noc z Kochankiem – drugi album koncertowy zespołu Nocny Kochanek, który został wydany przez zespół 28 czerwca 2018 roku, w dystrybucji Sonic Records. Jest to wydawnictwo 2CD+DVD, z dostępnymi plikami wideo full HD. Utrzymane jest w stylistyce heavy metalu i power metalu. Album jest zapisem koncertu, który odbył się 3 lutego 2018 roku w warszawskim klubie Progresja.

## Lista utworów (wydanie 2CD+DVD)[3]

### CD1
1. Poniedziałek
2. Dej Mu
3. Pigułka Samogwałtu
4. Wielki Wojownik
5. Dżentelmeni Metalu
6. Zaplątany
7. Smoki I Gołe Baby
8. De Pajrat Bej
9. Dr O. Ngal
10. Dziabnięty

### CD2
1. Diabeł Z Piekła
2. Pierwszego Nie Przepijam
3. Łatwa Nie Była
4. Andżeju...
5. Dziewczyna Z Kebabem
6. Zdrajca Metalu
7. Karate
8. Piątunio
9. Ostatni Numer
10. Minerał Fiutta

### DVD
1. Poniedziałek
2. Dej Mu
3. Pigułka Samogwałtu
4. Wielki Wojownik
5. Dżentelmeni Metalu
6. Zaplątany
7. Smoki I Gołe Baby
8. De Pajrat Bej
9. Dr O. Ngal
10. Dziabnięty
11. Diabeł Z Piekła
12. Pierwszego Nie Przepijam
13. Łatwa Nie Była
14. Andżeju...
15. Dziewczyna Z Kebabem
16. Zdrajca Metalu
17. Karate
18. Piątunio
19. Ostatni Numer
20. Minerał Fiutta

#### Dodatki DVD
1. Mejking Of

## Twórcy
- Krzysztof Sokołowski – wokal
- Arkadiusz Cieśla – gitara
- Robert Kazanowski – gitara
- Artur Pochwała – gitara basowa
- Artur Żurek – perkusja